# Marije Brummel
Marije Brummel (* 19. März 1985 in Zwolle) ist eine niederländische Fußballspielerin. Seit der Saison 2008/09 ist sie für den sc Heerenveen in der Eredivisie aktiv.

## Vereinskarriere
Brummel begann 1995 mit dem Fußballspielen in der Jungenmannschaft der VV Emst. Ihr Vorbild in dieser Zeit war Marc Overmars. Während sie in der Jugend meist im Angriff als Rechtsaußen eingesetzt wurde, spielt sie heute vorwiegend als rechte Verteidigerin oder im Mittelfeld. Im Jahr 2000 wechselte sie zum SC Klarenbeek, mit dem sie in ihrer ersten Saison als Meister der Eerste Klasse in die Hoofdklasse aufstieg. Zwei Spielzeiten später stieg Klarenbeek wieder ab, und Brummel war eine weitere Saison in der Eerste Klasse aktiv, ehe sie 2004 zur SV Saestum wechselte. Mit den Zeisterinnen wurde sie zweimal Niederländischer Meister. 2006 wechselte sie zu Be Quick ’28 in ihre Heimatstadt Zwolle. Als ein Jahr später die Eredivisie gegründet wurde, ging sie zum FC Twente, bei dem sie in 20 Ligaspielen ein Tor erzielte und den KNVB-Pokal gewann. Auch in Enschede blieb sie nur ein Jahr und wechselte zur Spielzeit 2008/09 zum sc Heerenveen. Hier machte sie alle 24 Eredivisiepartien der Saison mit. Mit dem friesischen Verein konnte sie sich nach Platz sechs und Platz fünf in den Vorjahren in der Saison 2010/11 auf Platz vier verbessern.

## Nationalmannschaft
Brummel wurde ab der U-12 in die Jugendnationalmannschaften des KNVB berufen. In der U-17-Mannschaft spielte sie unter anderem gemeinsam mit Kirsten van de Ven und Manon Melis. Am 21. Februar 2007 debütierte sie in der A-Elf. Während der EM-Qualifikation gehörte sie zum Kader, kam jedoch nur in Freundschaftsspielen und bei Turnieren achtmal zum Einsatz. Dabei erzielte sie am 8. August 2009 gegen Polen ihr bislang einziges Tor. Sie gehörte anschließend auch zum Kader der Niederländerinnen bei der EM-Endrunde in Finnland. Bis April 2011 absolvierte sie 20 Länderspiele im Oranje-Trikot.

## Erfolge

### Im Verein
- Niederländischer Meister 2005, 2006 (SV Saestum)
- Niederländischer Supercup 2005 (SV Saestum)
- Niederländischer Pokal 2008 (FC Twente)
- Meister der Eerste Klasse und Aufstieg (SC Klarenbeek)

### In der Nationalmannschaft
- EM-Dritte 2009